# Hemisphaerius similis
Hemisphaerius similis är en insektsart som beskrevs av Melichar 1906. Hemisphaerius similis ingår i släktet Hemisphaerius och familjen sköldstritar. Inga underarter finns listade i Catalogue of Life.